# دارالسرور
دارالسرور (به تاتی: دارکوره) روستایی از توابع بخش مرکزی شهرستان آبیک در استان قزوین ایران است. براساس سرشماری مرکز آمار ایران در سال ۱۳۸۵، جمعیت آن ۱۶۹ نفر (۴۵خانوار) بوده است. این روستا با مرکز استان ۳۰ کیلومتر فاصله داشته و برای رسیدن به این روستا باید از محور قزوین آبیک استفاده کرد. اکثریت مردم دارالسرور کشاورز بوده و تعداد اندکی از خانوارهای آن به دامداری مشغول می‌باشند. محصولات عمده کشاورزی این روستا گندم و جو می‌باشد. و عمده محصولات باغی این روستا گرد و بادام و انگور و گیلاس است.
زبان این مردم تاتی است و دارای آیین‌ها و رسوم اصیل تاتی می‌باشند.